# Шљунковита пустиња
Шљунковите пустиње или серири представљају површине прекривене крупним дробинским материјалом док су песак и прашина однесени дефлацијом. Слабије су заступљене и мањих су димензија. Највише их има у плитким депресијама Либијске пустиње.